# Seneca megye (New York)
Seneca megye az Amerikai Egyesült Államokban, azon belül New York államban található. Megyeszékhelye Waterloo, legnagyobb városa Seneca Falls. Lakosainak száma 33 814 fő (2020. április 1.). Seneca megye Wayne, Schuyler, Tompkins, Cayuga, Yates és Ontario megyékkel határos.

## Népesség
A megye népességének változása:
| Lakosok száma | 35 253 | 35 410 | 35 436 | 35 409 | 34 833 | 33 814 |
|               | 2010   | 2011   | 2012   | 2013   | 2015   | 2020   |